# Mick Price
Pour les articles homonymes, voir Price.
Mick Price, né le 2 juin 1966 à Nuneaton, est un ancien joueur professionnel anglais de snooker. Sa ressemblance avec le personnage de « Postman Pat » lui a valu le surnom de « The Postman » (le postier).

## Carrière
Price devient professionnel en 1988. Lors du championnat du monde 1997, il est victime du break maximum le plus rapide de l'histoire du snooker, face à son compatriote Ronnie O'Sullivan en seulement 5 min 20 s. O'Sullivan remporte le match 10–6.
Lors des championnats Benson & Hedges (tournoi qualificatif au Masters de snooker) de 1990, Price devient le troisième joueur seulement à inscrire trois century breaks à la suite dans une compétition professionnelle, en faisant des breaks de 139, 137 et 100, tout en battant l'ancien no  2 mondial Tony Knowles, 5-4. Il se qualifie également pour les championnats du monde en 1992 et 1996, atteignant le deuxième tour en 1992, en battant Dennis Taylor, 10 manches à 6 au premier tour, avant de s'incliner au deuxième tour, 13-10, face à Alan McManus. En 1996, il s'incline à nouveau face à McManus au premier tour, 10-8. 
Il atteint la 17e place du classement mondial et se maintient dans le top 32 jusqu'en 1999. La meilleure performance de Price dans un tournoi de classement intervient à l'Open d'Europe de 1993, où il bat Dave Harold, Willie Thorne, Joe Johnson et Mark Johnston-Allen, pour atteindre les demi-finales, où il s'incline 6 manches à 3 contre le champion du monde en titre, Stephen Hendry.
En 2001, il prend sa retraite du snooker professionnel. Il est maintenant professeur de mathématiques et joue au snooker dans la ligue locale.